# Grzegorz Mroczkowski
Grzegorz Mroczkowski (ur. 1 maja 1966 we Włocławku) – współczesny malarz polski, wykładowca w Akademii Sztuk Pięknych w Warszawie, gdzie prowadzi Pracownię Technologii i Technik Malarstwa Sztalugowego, oraz w Instytucie Edukacji Artystycznej w Akademii Pedagogiki Specjalnej im. Marii Grzegorzewskiej w Warszawie. Przez kilka lat pracował w Instytucie Sztuk Pięknych w Akademii Świętokrzyskiej w Kielcach.
Absolwent Wydziału Malarstwa Akademii Sztuk Pięknych w Warszawie. Dyplom z wyróżnieniem uzyskał w Pracowni Profesora Stefana Gierowskiego. W 2019 roku otrzymał tytuł profesora sztuk plastycznych.
Mroczkowski korzysta z techniki malarskiej – tempery żółtkowej. Uczestniczył w wielu polskich i międzynarodowych wystawach. Związany z nurtem Discursive Geometry tworzonym przez artystów z całego świata.